# Epistomina
Epistomina es un género de foraminífero bentónico de la subfamilia Epistomininae, de la familia Epistominidae, de la superfamilia Ceratobuliminoidea, del suborden Robertinina y del orden Robertinida. Su especie tipo es Epistomina regularis. Su rango cronoestratigráfico abarca desde el Jurásico inferior hasta el Albiense (Cretácico inferior).

## Clasificación
Se han descrito numerosas especies de Epistomina. Entre las especies más interesantes o más conocidas destacan:
- Epistomina elegans
- Epistomina regularis

Un listado completo de las especies descritas en el género Epistomina puede verse en el siguiente anexo.
En Epistomina se ha considerado los siguientes subgéneros:
- Epistomina (Brotzenia), también considerado como género Brotzenia y aceptado como Epistomina
- Epistomina (Hoeglundina), aceptado como género Hoeglundina
- Epistomina (Voorthuysenia), también considerado como género Voorthuysenia y aceptado como Epistomina